# Valáquios

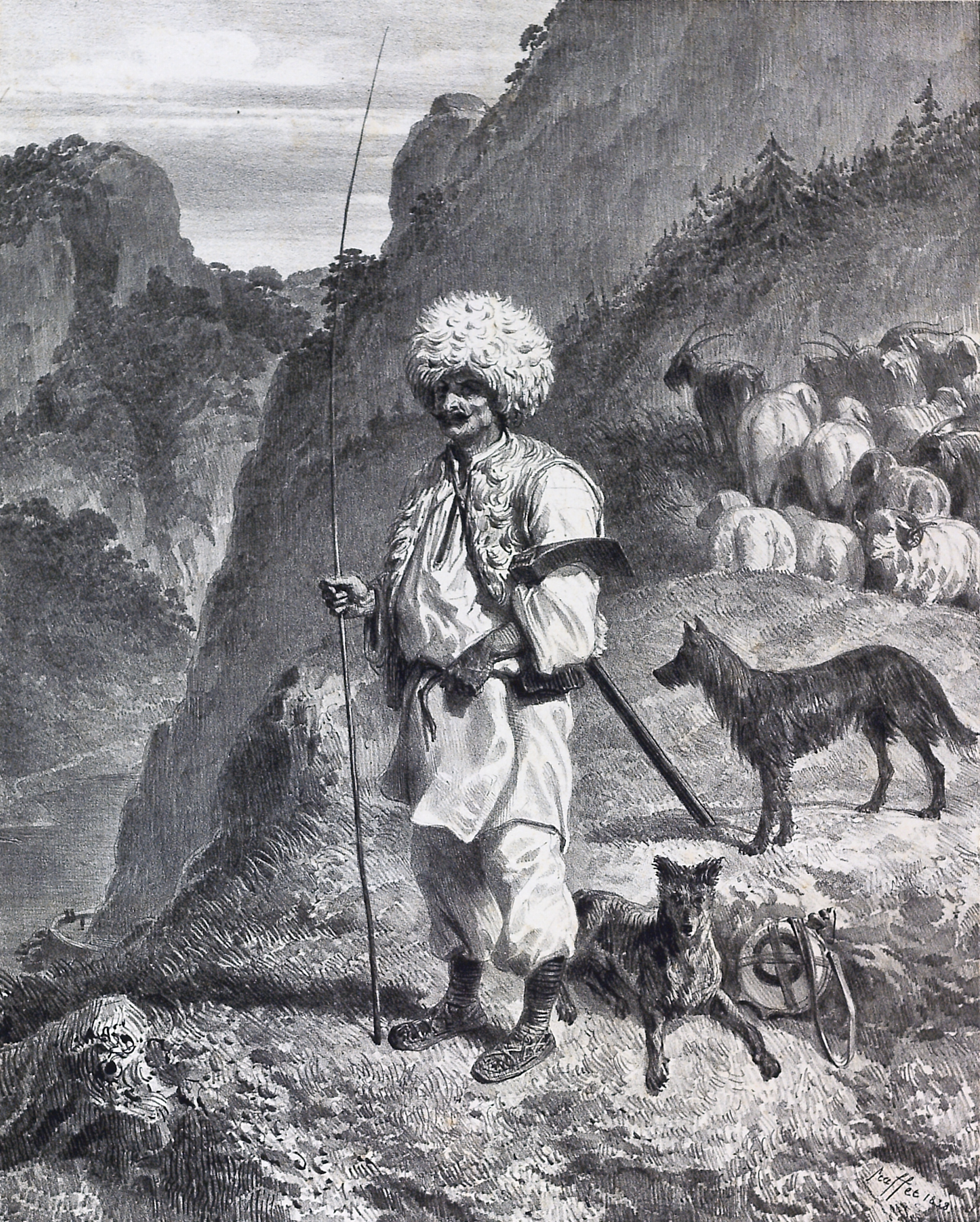
Valáq em Banat (1837)

Valáquios o nome de uma categoria de pessoas no sudeste da Europa para as quais é muito discutível se são um grupo étnico ou social. De acordo com o priberam é uma pessoa relativo à região de Valáquia (Romênia).
Existem duas teses principais: de acordo com uma dessas teses, trata-se de um grupo social de pessoas da Idade Média dentro do Estado búlgaro medieval, que subsistia da criação de animais; De acordo com a outra tese principal, esses são os descendentes diretos de povos que ingressaram no Império Romano ou dos colonialistas romanos, apesar da falta de qualquer história romena medieval. Os proponentes desta teoria foram acusados de protocronismo. O principal argumento dos proponentes desta tese é que a língua romena de hoje está incluída nas línguas românicas. Por outro lado, seus oponentes apontam que não apenas a língua oficial na Valáquia e na Moldávia até ao século XVIII era o búlgaro médio, mas também o usus, ou seja. coloquial. 
De acordo com dados históricos, 50-60.000 famílias búlgaras em 1598 mudaram-se para a Valáquia. 160.000 búlgaros emigraram para a Valáquia, Moldávia e Bessarábia em 1774 e outras 7000 a 8000 famílias búlgaras para a Valáquia e Novorossiya no período de 1787-1792 (de acordo com fontes romenas). Outros 40.000 búlgaros da Trácia mudaram-se para a Valáquia e a Bessarábia em 1793-1794 e número desconhecido de Vratsa e Teteven em 1800-1801. 13.000 búlgaros mudaram-se para a Valáquia em 1806-1812 e outros 20.000 para a Valáquia e a Moldávia em 1829-1830.
Um monumento legislativo que esclarece esta categoria de pessoas é o Código de Duxã.
De acordo com Luciano Maia (da Academia Cearense de Letras) eram chamados de vlahi/valáquios os povos: aromeno, megleno-romeno e, istro-romeno; uma denominação do antigo germânico "walh", onde os germanos chamavam os falantes da língua neolatina e celta. As variações: valon (Bélgica); valais (Suíça); velche (França e Suíça); wales (País de Gales); volcae (norte da Itália, Áustria e Suíça).